# Селлано
Селла́но (итал. Sellano) — коммуна в Италии, расположена в регионе Умбрия, в провинции Перуджа.
Население составляет 1165 человек (2008 г.), плотность населения составляет 14 чел./км². Занимает площадь 86 км². Почтовый индекс — 6030. Телефонный код — 0743.
Покровителем коммуны почитается святой  Северин, день памяти отмечается 8 июня .

## Демография
Динамика населения:

## Администрация коммуны
- Официальный сайт: http://www.comune.sellano.pg.it